# Miquel Casanovas i Riu
Miquel Casanovas i Riu (Barcelona, 31 de desembre de 1905 - Barcelona, 9 de gener de 1983) fou un futbolista català de les dècades de 1920 i 1930.

## Trajectòria
Començà la seva carrera al FC Poble Nou, on compartí equip amb el seu germà Carles, que jugava a la posició de davanter. La temporada 1925-26 fitxà pel CE Sabadell, on havia d'esdevenir el substitut d'Antoni Estruch. La següent temporada fou fitxat pel FC Barcelona, però no arribà a jugar cap partit oficial.
L'any 1927 fitxà per la UE Sants, club on jugà tres temporades a gran nivell. Posteriorment jugà dues temporades al FC Badalona i acabà la seva carrera al CE Júpiter i EC Granollers, on jugà entre 1932 i 1936. Jugà cinc cops amb la selecció catalana, entre 1927 i 1934.